# 오전천
오전천은 경기도 의왕시 왕곡동 모락산 인근에서 발원하여 경기도 의왕시 고천동에서 안양천에 유입되는 길이 3.35km 규모의 소하천이다. 상류와 합수부 구간을 제외한 대부분의 구간이 복개되어 도로로 사용되고 있다. 